# Klingenmünster
Klingenmünster er en kommune (Ortsgemeinde) og by i Landkreis Südliche Weinstraße i den tyske delstat Rheinland-Pfalz. Den tilhører forbundskommunen Verbandsgemeinde Bad Bergzabern. (En "Ortsgemeinde" er en retslig selvstændig kommune, som tilhører en forbundskommune). Klingenmünster er en statslig anerkendt kurby og hovedindtægterne er dyrkning af vin og turisme.
Vinbyen ligger ved den kendte tyske vin-vej Deutsche Weinstraße cirka fem kilometer nord for Bad Bergzabern. Til Klingenmünster hører også bebyggelserene Frauenlob, Kaisersbachermühle, Klingbachhof og Magdalenenhof. Frauenlob og Kaisersbachermühle tilhørte oprindelig til kommunen Waldhambach. Nord for byen Klingenmünster ligger sygehuset "Pfalzklinikum für Psychiatrie und Neurologie".
Før i tiden var kommunen og kommunerådet meget konservativ. Man frygtede at industrialiseringen ville bryde den gamle orden, og at man dermed mistede magten i landsbyen. 1857 kom sindssygehospitalet, en cigarfabrik, en papiermølle, nogle kornmøller og et savværk. 1870 kom der yderligere et dampvaskeri. I slutningen af det 19. århundrede åbnede et ølbryggeri, et teglværk, en møbelfabrik og flere stenbrud. Men disse virksomheder havde ingen lang levetid, kun teglværket overlevede indtil først i 1960erne. I dag lever indbyggerne af vindyrkning og turisme og af at arbejde på den psykiatriske klinik nord for byen.

## Historie
Klosteret i Klingenmünster blev første gang nævnt på skrift omkring som "monasterio clingone", år 817, men blev også kaldt Plidinsfeld. Sandsynligvis er bynavnet Plidinsfeld ældre. Landsbyen opstod efterhånden som håndværkere og bønder etablerede sig omkring klosteret Reichskloster Klingenmünster. Kommunens historie er dermed tilknyttet klosteret både politisk og økonomisk. Bønderne og håndværkerne var klosterets livegne. For at beskytte klosteret blev der bygget borge: I det 10. århundrede højborgen Heidenschuh, beliggende på det 474 meter høje Treitelsberg. Efter dens ødelæggelse i 1168 blev borgen Burg Landeck opført omkring år 1200 på et højdedrag nordvest for byen.
Efter at Adalbert I. blev ærkebiskop af Mainz (1111 til 1137), bosatte hans slægtninge, "die Grafen von Saarbrücken" sig i nærheden af Klingenmünster. De trak den politiske magt til sig og overtog lensherskabet, som klosteret før havde udøvet. Det betød en tydelig svækkelse af klosterets magt. I et dokument fra 1411 blev de fattige livsegne og efterladte fra Klingenmünster nævnt for første gang. Dermed menes det samlede antal af landsbyens indbyggere. Tiden fra 1618 til 1714 var kendetegnet af Trediveårskrigen, arvefølgekrige, bondekrige og erobringskrige (Ludvig 16. af Frankrig).
Klosteret Klingenmünster og det senere "Chorherrenstift" blev 1565 opløst. Pfalz blev protestantisk og byens kirke blev benyttet som evangelisk kirke. I efteråret 1792 ramte den Franske revolution byen. Klingenmünster blev en del af Frankrig og blev som en selvstændig "Commune" en del af "Departements Niederrhein". Her drejede det sig ikke om nationalistiske strømninger, men kun om sociale bevæggrunde. Der fulgte en forandring af ejerforholdene og den sociale orden. Adelen, præsterne og embedsmændene fik mindre magt, og borgerne og bønderne fik mere indflydelse.
Kirken St. Michael blev 1738 bygget på fundamentet af den faldefærdige romanske Stiftskirke ved det tidligere Benedektinerkloster. Den lange romanske basilika bliver sammen med vesttårnet og dele af ydervæggene fjernet og erstattes af en barok kirkesal med et sakristi. Det nye vest-tårn opstår over den mindste del af vest-bygningen.
Efter Napoleons nederlag kom landsbyen i et år under Østrigs forvaltning, og fra den 1. maj 1816 under Kongeriget Bayern.
Den 31. december 1857 blev sindssygehospitalet "Die Kreis-Irrenanstalt Klingenmünster" indviet med 257 senge. Anstalten havde lukkede afdelinger og var beregnet til 300 patienter. 1893 oprettedes en åben afdeling og et landbrug hvor en del af patienterne kunne arbejde. 1897 havde anstalten 617 patienter. 1939 blev 1251 patienter fra anstalten med en dags varsel evakueret, for at militæret kunne benytte bygningerne. Patienterne blev under kaotiske omstændigheder deporteret til 13 forskellige bayerske anstalter. De fleste af kvægvognene med patienterne nåede først deres mål efter over en måneds kørsel. Forskere regner med at ca. 150 patienter døde under transporten. Samme år trådte det organiserede "Krankenmord" under dæknavnet Aktion T4 i kraft. Af de 1251 deporterede fra anstalten blev mindst 223 myrdet i dødsanstalterne. På kirkegården Klinikfriedhof Klingenmünster indviedes i 2008 et mindested for NS-psykiatriens ofre. I nutiden er Pfalzklinik Klingenmünster en klinik med forskellige afdelinger indenfor psykisk sundhed.
Den 2. marts 1945 trængte amerikanske soldater gennem dalen Klingbachtal og indtog byen. Dagene før amerikanernes indtog, var byen præget af brændende og beskadigede huse, flygtende tyske soldater og ødelagt krigsmateriel. De amerikanske soldater gennemsøgte hus for hus efter soldater og nazister.
Først efter 2. verdenskrig kom den nuværende kommunale organisation.

### Trafikkens udvikling
Klosteret blev bygget ved et vejkryds for to romerske hærveje, som forløb i den øst-vestlige retning. I det 13. århundrede tabte denne hovedvej mod vest sin betydning. Der blev oprettet en kortere forbindelse fra Landau over Barbelroth til Weißenburg, som gik forbi Klingenmünster. 1780 anlagdes landevejen Bergzabern over Klingenmünster og Annweiler til Zweibrücken. 1793 udvides landevejen til Heuchelheim. I det 19. århundrede anlægges en vej fra Landau over Ingenheim til Bergzabern og Weißenburg. 1860 anlægges vejen „Neue Straße“ mod nord, der tilsluttes vejen til Annweiler-Landau og som modgår videre til Bergzabern. Den 1. december 1892 åbnedes den 9,46 km lange statslige jernbane "Klingbachtalbahn", som havde sin endestation i Klingenmünster. 1957 blev strækningen nedlagt. Hovedvejen Bundesstraße 48 går gennem byen, ca. ti km. mod øst går motorvejen "Bundesautobahn 65".

### Seværdigheder
Byen som er omgivet af skove og vinmarker er kendt for sine mange vinstuer og vingårde. Der er mange vandrestier omkring byen.
- Ved torvet "Dorfplatz" står der et monument fra 1907 til minde om den kendte tyske forfatter August Becker. Ved siden af hans buste er der gengivet scener fra hans roman „Hedwig„. August-Becker blev født den 28. april 1828 i Klingenmünster. Med sin bog "Die Pfalz und die Pfälzer" (1857) er han en af grundlæggerne af folkeminder fra Pfalz.
- En ca. 3 km lang vandresti fører mod nordvest til ruinerne af Ringborgen Heidenschuh på Treitelsberg. Borgen er et typisk eksempel for en afspærring af en stejl bjergformation. Borgen var en flugtborg hvor klosterets beboere og befolkningen i de omkringliggende landsbyer i krigstider kunne søge beskyttelse.

## Galleri
- Klingenmünster
- Klingenmünsters bymidte
- Den katolske kirke "St. Michael Kirche"
- August-Becker monumentet
- Vinmarker ved Klingenmünster
- Saften presses ud af vindruerne på en lille vingård
- Ruinerne af højborgen Burg Landeck
- Hovedbygningen fra 1857 på Pfalzklinik Klingenmünster